# Principal (Cabo Verde)
Principal es una localidad caboverdiana del municipio de São Miguel.

## Geografía
La localidad está situada en la isla Santiago.

## Organización territorial
La localidad abarca los lugares y barrios de:
- Casona
- Chão de Horta
- Chão Grande
- Chão Ilhéu
- Chão Sololo
- Coruja
- Cova Passarinho
- Covão Cima
- Cutelinho
- Cutelo Baixo
- Dregoeiro
- Farroba
- Figueirona
- Frada
- Fundinho
- Hortelão
- Jamaica
- Jaqueitão
- Lacação
- Lem Martins
- Lém Tavares (Lém Fêmea)
- Loloda
- Mafafa
- Mato Curral
- Mulona
- Pedra Serrado
- Penedo Vermelho
- Ponta Bélem
- Ponta Ribeira
- Renque Tapume
- Ribeirão Po
- Subidinha
- Tancon